# Mostek
Mostek es una localidad del distrito de Trutnov, en la región de Hradec Králové, República Checa. Tiene una población estimada, a principios de 2021, de 1175 habitantes. 
Está ubicada al noroeste de la región, en la zona de las montañas de los Gigantes (Sudetes occidentales), cerca de la fuente del río Elba y de la frontera con Polonia y la región de Liberec.